# Ananczycy
Ananczycy (biał. Ананчыцы; ros. Ананчицы, Ananczicy) – agromiasteczko na Białorusi, w obwodzie mińskim, w rejonie soligorskim, w sielsowiecie Damanawiczy. W 2009 roku liczyło 422 mieszkańców.